# Lactiwel
Lactiwel est une bière au kéfir bretonne créée par Marcel Besnard, produite dans les cuves de la ferme familiale de Plélan-le-Grand.

## Créateur
Marcel Besnard est né en 1950. Ancien technicien de l'industrie laitière, reconverti dans le dépannage informatique, il transforme son étable en brasserie expérimentale. Autodidacte, il est l'auteur d'un brevet sur les Oméga 3. Il cherche l'originalité en produisant une bière de lait, aidé par les techniciens de l'INRA de Rennes. Depuis 2008, il produit 2 acides gras conjugués qui sont utilisés dans l'alimentation des vaches laitières pour améliorer la qualité nutritionnelle du lait.

## Histoire
La bière sort en 2004. Cette même année, elle remporte le prix de la meilleure innovation bretonne sous le nom de Lactwel, puis devient Lactiwel.
En mars 2006, Marcel Besnard a mis au point un Cola à partir du même lait fermenté au kéfir, sans sucre et sans édulcorant, une autre véritable innovation.

## Aspects
La bière possède une couleur jaune pâle, un titrage à deux degrés, un goût sucré et une mousse légère.